# Sassi (Toskana)
Sassi (auch Sassi di Garfagnana) ist ein Ortsteil (Fraktion, italienisch frazione) der italienischen Gemeinde Molazzana in der Provinz Lucca in der Toskana.

## Geografie
Der Ort liegt etwa 2,5 Kilometer nordwestlich des Hauptortes Molazzana, etwa 28 km nordwestlich der Provinzhauptstadt Lucca und etwa 75 km nordwestlich der Regionalhauptstadt Florenz im oberen Tal des Serchio (Valle superiore del Serchio). Der Ort liegt bei 691 m s.l.m. und hatte 2001 166 Einwohner. 2011 waren es 166 Einwohner. Der Fluss Serchio verläuft etwa 4 km nördlich und östlich des Ortes, der Fluss Turrite Secca fließt etwa 1 km nordwestlich. Nächstgelegener Ort ist Eglio (ebenfalls Ortsteil von Molazzana) etwa 1 km südlich.

## Geschichte
Erstmals erwähnt wurde der Ort 844 als Saxi finibus Castronovo. 952 wird Sassi mit dem Nachbachort Eglio in einem Dokument aus Lucca erwähnt, in dem die Orte als zu Pieve Fosciana zugehörig beschrieben werden. Weitere Erwähnung findet der Ort 1105 als Saxi bei Mathilde von Canossa und 1168 bei Papst Alexander III. Im 13. Jahrhundert wurde Sassi Dominium von Lucca, danach gehörte es zum Vikariat von Barga (1272), Camporgiano (1313) und Gallicano. Nach der Befreiung Luccas durch Karl IV. fiel Sassi wieder an Lucca, bis Lucca 1430 Schutz bei Niccolò III. d’Este suchte. Der Ort blieb bei den d’Este bis zur Einheit Italiens. Im Zweiten Weltkrieg lag Sassi an der Gotenstellung und wurde mehrfach bombardiert.

## Sehenswürdigkeiten

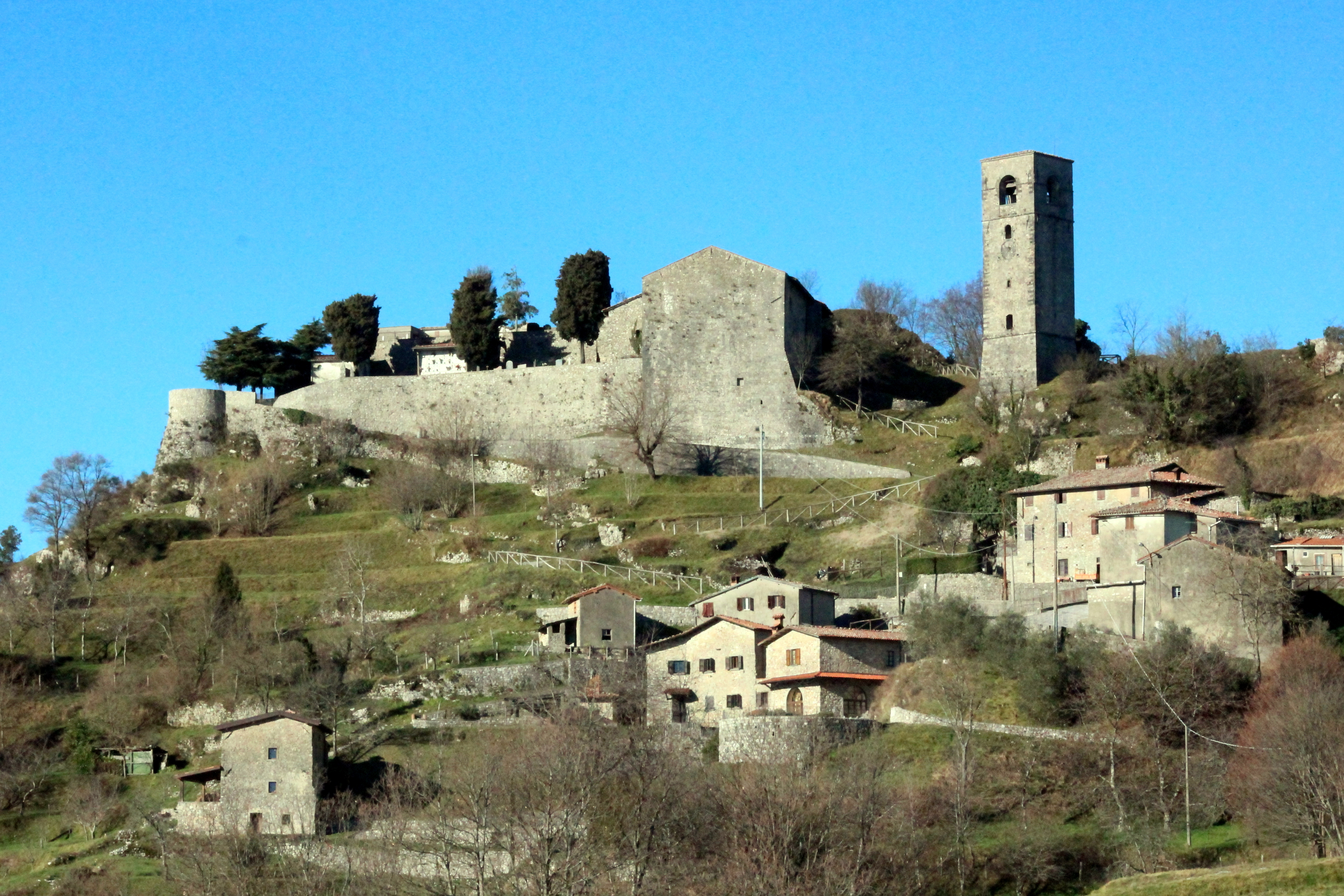
Die Burg Rocca di Sassi

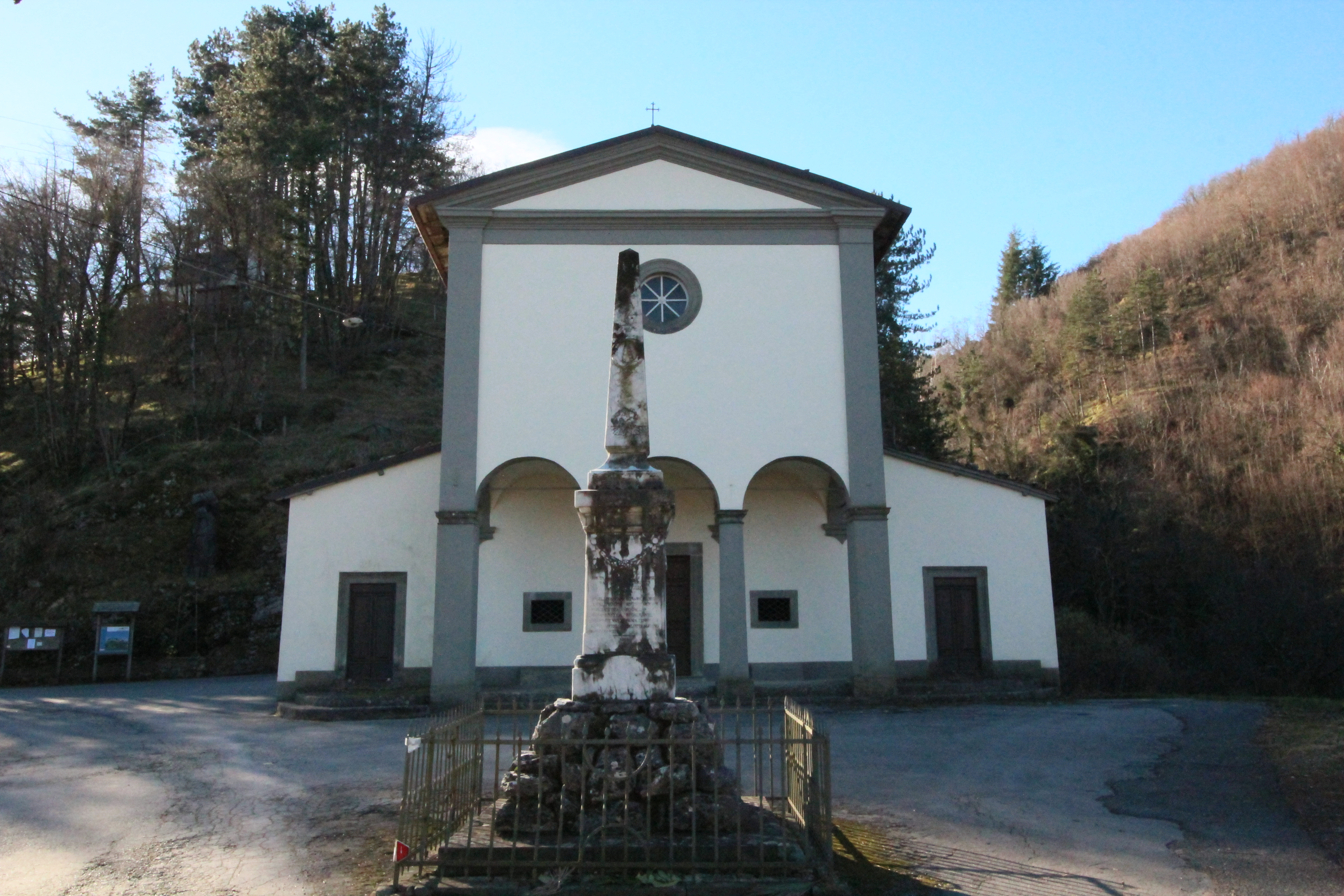
Die Kirche San Rocco

- San Frediano, Kirche im Ortskern, die zum Erzbistum Lucca gehört. Entstand 1642 als Kapelle zu Ehren der Madonna di Loreto, wurde 1803 vergrößert[4] und erhielt 1827 ihren heutigen Namen.[5] Die alte Kirche San Frediano, die wahrscheinlich um das Jahr 1000 entstand, befindet sich bei der Burg und wird heute als Friedhofskapelle genutzt.[4]
- Rocca di Sassi, Burg nordwestlich des Ortes. Die erste Befestigungsanlage wurde im 14. Jahrhundert zerstört. Nach dem Wiederaufbau gab der Bischof von Lucca die Burganlage an die Herren aus Dalli (heute ein Ortsteil von Sillano Giuncugnano), danach gehörte die Burg zu den d’Este aus Ferrara, die die Anlage ausbauten. Ercole II. d’Este gab die Festung 1537 an lokale Herrscher aus dem Ort, danach begann die entmilitarisierte Anlage zu zerfallen. Heute steht noch ein Wachturm und einige Mauerreste.[4]
- San Rocco, Kirche mit Portikus südlich des Ortskern an der Straße nach Eglio, die zum Erzbistum Lucca gehört. Entstand im 17. Jahrhundert und wurde im Zweiten Weltkrieg erheblich beschädigt. Die Restaurierung fand 1945 statt.[6]